# Kostjantyn Vivčarenko
Kostjantyn Ruslanovyč Vivčarenko (in ucraino Костянтин Русланович Вівчаренко?; Odessa, 10 giugno 2002) è un calciatore ucraino, difensore della Dinamo Kiev.

## Caratteristiche tecniche
È un terzino sinistro.

## Carriera

### Club
Cresciuto nel settore giovanile della Dinamo Kiev esordisce in prima squadra il 27 luglio del 2022 nell'incontro di Champions League vinto per 2-1 contro il Fenerbahçe. Il 9 agosto 2022 mette a segno la sua prima rete dando il via alla rimonta nella partita vinta per 2-1 contro lo Sturm Graz.

### Nazionale
Vanta 30 presenze e tre reti con le maglie delle rappresentative giovanili ucraine.
Nel giugno 2023 viene convocato per il campionato europeo Under-21 organizzato in Georgia e Romania.

## Statistiche
Statistiche aggiornate al 21 settembre 2024.

### Presenze e reti nei club
| Stagione           | Squadra            | Campionato         | Campionato | Campionato | Coppe nazionali | Coppe nazionali | Coppe nazionali | Coppe continentali | Coppe continentali | Coppe continentali | Altre coppe | Altre coppe | Altre coppe | Totale | Totale | Totale |
| Stagione           | Squadra            | Comp               | Pres       | Reti       | Comp            | Pres            | Reti            | Comp               | Pres               | Reti               | Comp        | Pres        | Reti        | Pres   | Reti   |        |
| ------------------ | ------------------ | ------------------ | ---------- | ---------- | --------------- | --------------- | --------------- | ------------------ | ------------------ | ------------------ | ----------- | ----------- | ----------- | ------ | ------ | ------ |
| 2022-2023          | Dinamo Kiev        | PL                 | 22         | 2          |                 | -               | -               | UCL+UEL            | 5+5                | 1+0                |             | -           | -           | 32     | 3      |        |
| 2023-2024          | Dinamo Kiev        | PL                 | 15         | 0          | KU              | 0               | 0               | UECL               | 0                  | 0                  |             | -           | -           | 15     | 0      |        |
| 2024-2025          | Dinamo Kiev        | PL                 | 4          | 0          | KU              | 0               | 0               | UCL+UEL            | 2+0                | 0                  |             | -           | -           | 6      | 0      |        |
| Totale Dinamo Kiev | Totale Dinamo Kiev | Totale Dinamo Kiev | 41         | 2          |                 | 0               | 0               |                    | 12                 | 1                  |             | -           | -           | 53     | 3      |        |
| Totale carriera    | Totale carriera    | Totale carriera    | 41         | 2          |                 | 0               | 0               |                    | 12                 | 1                  |             | -           | -           | 53     | 3      |        |

## Palmarès

### Club

#### Competizioni nazionali
- Campionato ucraino: 1

Dinamo Kiev: 2024-2025